# Miquel Bofill i Abelló
Miquel Bofill i Abelló (Santiago de Xile, 12 de febrer de 1950) és un filòleg i polític català, senador per Girona en la VIII i IX legislatures.

## Biografia
Fill de la poetessa Montserrat Abelló i Soler, va néixer a l'exili. Llicenciat en Filologia Catalana per la Universitat de Barcelona, ha cursat estudis de Ciències Socials a la Universitat Lliure de Brussel·les.
El 1969 va ser detingut per la policia franquista en el marc de les batudes que van acompanyar l'estat d'excepció arran de l'assalt al rectorat de la UB. Després de quinze dies de detenció i interrogatoris i de dos mesos de presó, va marxar a França i després a Bèlgica per estudiar i evitar el servei militar espanyol, a més d'un judici del Tribunal d'Orde Públic.
Va tornar a Catalunya el 1976 i un cop acabada la carrera va començar a donar classes de català i va impulsar el Servei Municipal de Català de Palafrugell. Posteriorment va ser responsable del Servei Municipal de Català de Torroella de Montgrí entre 1984 i 1992 i director del Museu del Montgrí i del Baix Ter del 1986 al 1991. A partir del 1992 va començar a treballar a l'Ajuntament d'aquesta vila com a responsable del Servei de Comunicació. L'any 2012 va ser director de l'Espai Ter del mateix municipi.
Militant d'ERC, va ser escollit senador per la circumscripció de Girona per l'Entesa Catalana de Progrés a les eleccions generals espanyoles de 2004 i eleccions generals espanyoles de 2008. A la mort de la seva mare van cedir el seu llegat a la Biblioteca de Catalunya.